# Tracie Ruiz
Tracie Lehuanani Ruiz-Conforto (ur. 4 lutego 1963 w Honolulu) – amerykańska pływaczka synchroniczna, pierwsza w historii mistrzyni olimpijska w tej dyscyplinie (Los Angeles 1984). Trzykrotna medalistka igrzysk olimpijskich, trzykrotna medalistka mistrzostw świata, wielokrotna mistrzyni igrzysk panamerykańskich.

## Przebieg kariery
Zadebiutowała w 1979 roku podczas rozgrywanych pod egidą Światowej Federacji Pływackiej zawodów Pucharu Świata w pływaniu synchronicznym w Tokio. Amerykański zespół z jej udziałem zajął wtedy pierwszą pozycję. Raz w karierze uczestniczyła w mistrzostwach świata, na nich zdobyła złoty medal w konkurencji solistek oraz srebrne medale w konkurencjach duetów i drużyn.
Reprezentowała swój kraj na igrzyskach olimpijskich w Los Angeles. Przed własną publicznością zdobyła dwa złote medale – zarówno indywidualnie (w finale konkurencji uzyskała wynik 198,4670 pkt), jak i w duecie (razem z Candy Costie uzyskały w finale wynik 195,5840 pkt). Cztery lata później na imprezie sportowej tej samej rangi wywalczyła srebrny medal w konkurencji solistek (w finale uzyskała wynik 197,633 pkt).
W karierze zdobyła również sześć medali igrzysk panamerykańskich – na igrzyskach w 1979 zdobyła złoto w konkurencji drużyn, w 1983 otrzymała złoto w konkurencji solistek i duetów oraz srebro w konkurencji drużyn, natomiast w 1987 roku wywalczyła złote medale w konkurencji występu solistek i drużyn.